# المشاغب لا يحلم بفتاة تحلم
المشاغب لا يحلم بفتاة تحلم (بالإنجليزية: Rascal Does Not Dream of a Dreaming Girl) هو فيلم درامي رومانسي ياباني للرسوم المتحركة الخارقة للطبيعة لعام 2019 مبني على المجلدين السادس والسابع منسلسلة الروايات الخفيفة المشاغب لا يحلم عن فتاة الأرنب سينباي من تأليف هاجيمي كاموشيدا ورسم كيجي ميزوغوتشي، صدر الفيلم في الأصل في 15 يونيو 2019 في اليابان ، وتلقى إصدارات مسرحية محدودة في مناطق أخرى في أواخر عام 2019.

## وصلات خارجية
- الموقع الرسمي
 باللغة اليابانية
- الموقع الرسمي
 باللغة اليابانية
- الموقع الرسمي
 باللغة الإنجليزية
- Rascal Does Not Dream of a Dreaming Girl  في قاعدة بيانات الأفلام على الإنترنت (بالإنجليزية)
- film 21406 في شبكة أخبار الأنمي